# The World Starts Tonight
The World Starts Tonight (с англ. — «Мир начинается сегодня вечером») — дебютный студийный альбом валлийской певицы Бонни Тайлер, выпущенный в феврале 1977 года на лейбле RCA Records. Большинство песен были написаны Ронни Скоттом и Стивом Вольфом, которые работали в качестве менеджеров артистки, пока она была подписана на RCA. Они также спродюсировали альбом вместе с Дэвидом Маккеем.
Из альбома были выпущены два сингла. Первый, «Lost in France», получил серебряную сертификацию от Британской ассоциации производителей фонограмм за более чем 250 000 проданных копий. Другой, «More Than a Lover», однако, не смог добиться успеха в родном британском сингловом чарте после того, как «Би-би-си» запретила песню на радио из-за спорного содержания.
Альбом был положительно воспринят музыкальными критиками, а Тайлер они назвали «многообещающей» артисткой. Коммерчески пластинка была очень популярна в Швеции, там она достигла второго места в альбомном чарте. В альбомных чартах других стран альбом не появился.
Вскоре после записи альбома Тайлер сделала операцию на голосовых связках, после которой у певицы появился узнаваемый хриплый голос.

## Список композиций
| №  | Название                    | Автор(ы)                          | Длительность |
| -- | --------------------------- | --------------------------------- | ------------ |
| 1. | «Got So Used to Loving You» | Ронни Скотт [англ.] Стив Вольф    | 3:13         |
| 2. | «Love of a Rolling Stone»   | Джерри Чеснат                     | 3:26         |
| 3. | «Lost in France»            | Ронни Скотт Стив Вольф            | 3:57         |
| 4. | «Piece of My Heart»         | Берт Бернс [англ.] Джерри Раговой | 3:49         |
| 5. | «More Than a Lover»         | Ронни Скотт Стив Вольф            | 4:13         |

| №                   | Название                   | Автор(ы)               | Длительность |
| ------------------- | -------------------------- | ---------------------- | ------------ |
| 1.                  | «Give Me Your Love»        | Ронни Скотт Стив Вольф | 3:13         |
| 2.                  | «The World Starts Tonight» | Ронни Скотт Стив Вольф | 3:32         |
| 3.                  | «Here’s Monday»            | Ронни Скотт Стив Вольф | 3:42         |
| 4.                  | «Love Tangle»              | Ронни Скотт Стив Вольф | 3:11         |
| 5.                  | «Let the Show Begin»       | Ронни Скотт Стив Вольф | 4:34         |
| Общая длительность: | Общая длительность:        | Общая длительность:    | 36:50        |

| №   | Название              | Автор(ы)               | Длительность |
| --- | --------------------- | ---------------------- | ------------ |
| 11. | «My! My! Honeycomb»   | Джимми Лак Джон Сего   | 3:07         |
| 12. | «Baby I Remember You» | Ронни Скотт Стив Вольф |              |

## Участники записи
Приведены по сведениям базы данных Discogs.

| Музыканты: - Бонни Тайлер — вокал - Терри Бриттен — гитара - Дэйв Кристофер — гитара - Мо Фостер — бас-гитара - Барри Гард — перкуссия - Саймон Филлипс — ударные - Алан Тарни — бас-гитара, гитара - Стив Вольф — гитара | Технический персонал: - Ронни Скотт — продюсер - Стив Вольф — продюсер - Дэвид Маккей — продюсер, звукорежиссёр, аранжировщик струнных партий - Эндрю Хой — координатор производства - Эшли Хау — звукоинженер - Джордж Николсон — звукоинженер - Дэйв Харрис — помощник звукорежиссёра - Саймон Уэйкфилд — помощник звукорежиссёра - Кевин Меткалф — инженер нарезки лакового слоя - Graves/Aslett Associates — художественное оформление, фотография |

## Позиции в хит-парадах
| Хит-парад (1978)           | Высшая позиция | Пребывание |
| -------------------------- | -------------- | ---------- |
| Швеция (Sverigetopplistan) | 2              | 8 недель   |